# Indigofera glomerata
Indigofera glomerata är en ärtväxtart som beskrevs av Ernst Meyer. Indigofera glomerata ingår i släktet indigosläktet, och familjen ärtväxter. Inga underarter finns listade i Catalogue of Life.